# Michal Martikán
Michal Martikán (Liptovský Mikuláš, 18 maggio 1979) è un canoista slovacco, specializzato nella prova del C1 slalom.
Due volte campione olimpico della specialità (Atlanta 1996 e Pechino 2008), ha vinto anche due argenti alle Olimpiadi di Sydney 2000 e Atene 2004 e un bronzo a Giochi Olimpici di Londra 2012 oltre a tre mondiali.

## Palmarès
- Olimpiadi

Atlanta 1996: oro nel C1 slalom.
Sydney 2000: argento nel C1 slalom.
Atene 2004: argento nel C1 slalom.
Pechino 2008: oro nel C1 slalom.
Londra 2012: bronzo nel C1 slalom
- Mondiali di slalom

1995 - Nottingham: bronzo nel C1 e nel C1 a squadre.
1997 - Três Coroas: oro nel C1 e nel C1 a squadre.
1999 - La Seu d'Urgell: bronzo nel C1.
2002 - Bourg-Saint-Maurice: oro nel C1.
2003 - Augusta:oro nel C1 e nel C1 a squadre.
2005 - Penrith: bronzo nel C1.
2006 - Praga: argento nel C1.
2007 - Foz do Iguaçu: oro nel C1.
2009 - La Seu d'Urgell: oro nel C1 a squadre e argento nel C1.
2010 - Tacen: oro nel C1 a squadre e argento nel C1.
2011 - Bratislava: oro nel C1 a squadre.
2013 - Praga: oro nel C1 a squadre.
2017 - Pau: oro nel C1 a squadre e bronzo nel C1.
- Campionati europei di canoa slalom

2017 - Tacen: bronzo nel C1.